# YUKI×AOI キメラプロジェクト
『YUKI×AOI キメラプロジェクト』は、 悠木碧が企画、原案、キャラクターデザインを担当するプロジェクト。オリジナルアニメーションの制作を目指すプロジェクトである。モチーフは「人の言葉から生まれた生物・キメリオ」。悠木によると「キメリオ」は「本を意味するビブリオと、キメラを組み合わせ」たことが由来。

## 沿革
2019年7月、悠木碧が企画、原案、キャラクターデザインを担当する「YUKI×AOI キメラプロジェクト」が発足される。「言葉の“擬獣化”」をテーマとし、オリジナルアニメーション制作を目指すプロジェクトである。
2020年9月、悠木が描きおろしたキービジュアルとキャラクタービジュアルを公開。同月、プロジェクトの公式Twitterにて、4コマ漫画の連載を開始。「キメリオの生態が描かれた内容となっている。原案：悠木碧、脚本：池田臨太郎、マンガ：ひつじロボが担当。同月、曜日キメリオの楽曲やミュージックビデオの制作を発表。
メディアミックスとして、2022年1月、原作・キャラクター原案：悠木碧／キメラプロジェクト、漫画：ひつじロボによるコミカライズ版『キメラプロジェクト：ゼロ』が『月刊アクション』（双葉社）にて、2022年3月号より連載開始。同年8月、漫画の第1話のボイスコミックを公開。2024年2月、同誌が4月号にて休刊となり、『webアクション』への移籍が発表され、同年4月2日より連載再開され、同年9月3日更新分で完結した。
また、2022年4月より文化放送超!A&G+で配信されている悠木のインターネットラジオ番組『悠木碧のこしらえるラジオ』では本プロジェクトの情報を随時発信するほか、関連コーナーとして「サンデーちゃんくんに褒められたい」（2022年12月まで）「カルパの感情ラーニング」（2023年1月より2024年8月まで）を展開している。

## あらすじ
言葉から生まれる不思議な生き物の『キメリオ』は，言葉の力である『リリシニウム』をエネルギーに活動している。
力の強いキメリオは『ギフト』と呼ばれる特殊能力を持つが，人工キメリオのカルパには特定の出生ワードがない。色々な人間と出会い言葉を見聞きしながら感情ラーニングを進めていくことになったカルパは，どのような成長をしていくのだろうか。

## 登場人物
声の項はボイスドラマとボイスコミックの声優。

### 曜日キメリオ
カルパ
声 - 悠木碧
本作の主人公。キザワ博士によって生み出された人工キメリオであり特定の出生ワードを持たない。

サンデー
声 - 悠木碧
ギフト - 告白（こくはく）
日曜日のキメリオ。つんつんおしゃまで生意気。自他ともに認める愛されキャラ。デレると可愛いが，手をだすとサタデーに締め付けられるので注意。

マンデー
声 -鬼頭明里
ギフト - 回生（かいせい）
月曜日のキメリオ。みんなを憂鬱にしてしまうのが悩みだがもはや諦めていて，いつもちょと気怠げ。満月の日にはブチギレることもある。

チューズデー
声 - 寿美菜子
ギフト - 鼓舞（こぶ）
火曜日のキメリオ。なんの根拠もないがいつも自信満々。実はしっぽが短い事を気にしているが，他の曜日キメリオたちには愛されている。服を着るのが嫌い。

ウェンズデー
声 -雨宮天
ギフト - 顕現（けんげん）
水曜日のキメリオ。余裕があって優しい，と見せかけてあまり人の話を聞いていない。優柔不断で1つのことを選ぶのが苦手。

サーズデー
声 -田村睦心
ギフト - 忘却（ぼうきゃく）
木曜日のキメリオ。曜日キメリオの中で随一の苦労人。ちょっとくたびれた表情が多い彼だが，元々世話好きな性格も相まってお母さん的なポジションになっている。

フライデー
声 - 早見沙織
ギフト - 未来視（みらいし）
金曜日のキメリオ。派手好きなパーティーキメリオ。明るい性格の人気者。本当はヘラヘラ笑って本心を隠している。

サタデー
声 - 佐倉綾音
ギフト - 蹂躙（じゅうりん）
土曜日のキメリオ。とても無口でジェスチャーで伝えようとする。が，その内容が伝わるのはサンデーとカルパくらい。

### キメリオ
■■■■
マンデーとカルパの親友。

クロエ
レオの日記の言葉の力で生まれた妖精。

いちご
声 - 竹達彩奈
たくさんの歌と思い出で生まれたキメリオ。

### サブキャラクター
木沢拓郎（きざわ たくろう） / ハカセ
声 - 松岡禎丞
キメリオを研究している。カルパの生みの親。

### その他の人物

#### 人間
木村紗栄子（きむら さえこ）
声 - 桑島法子
料理や掃除が上手な主婦。

木村誠司（きむら せいじ）
声 - 保志総一朗
紗栄子の結婚相手。

優斗（ゆうと）
ウェンズデーの友達。

早苗（さなえ）
優斗の母親。

健二（けんじ）
優斗の父親。

優也（ゆうや）
優斗の兄。

直斗（なおと）
優斗の兄。

沼原哲也（ぬまはら てつや）
サーズデーの友人。

つむぎ
哲也の娘。

京子（きょうこ）
哲也の元奥さん。

藤岡富雄（ふじおか とみお）
情報番組の月曜日のコメンテーター。

#### 人間以外
ハチ
フライデーの友人の猫。カルパに道を教えたことがある。

長老（ちょうろう）
フライデーの友人の猫。ハチが暮らしている地域一帯の猫の長。

## 関連楽曲
| 発表日         | タイトル                                    | 歌                                                               | 作詞       | 作曲           | 編曲           |
| -------------- | ------------------------------------------- | ---------------------------------------------------------------- | ---------- | -------------- | -------------- |
| 2021年2月5日   | リリシニウム・ビブリオラ                    | 曜日キメリオ                                                     | 悠木碧     | bermei.inazawa | bermei.inazawa |
| 2021年8月22日  | ミラクルっと♥Link Ring! / Covered by SUNDAY | SUNDAYちゃんくん（CV.悠木碧）                                    | eNu        | 大橋莉子       | 山田航平       |
| 2021年11月25日 | 日曜日の秘密 / Covered by SUNDAY&SATURDAY   | SUNDAYちゃんくん（CV.悠木碧）とSATURDAYちゃんくん（CV.佐倉綾音） | HoneyWorks | HoneyWorks     | 山田航平       |
| 2021年12月23日 | 告白ファウンテン                            | SUNDAYちゃんくん（CV.悠木碧）                                    | 悠木碧     | 前山田健一     | 藤原燈太       |
| 2023年6月11日  | しゅきぴ♡くっきんぐ                         | ICHIGO (CV.竹達彩奈)                                             | 悠木碧     | 俊龍           | よる。         |

## ボイスコミック
2020年12月1日よりスマートフォン向けアプリsmash.にて『キメリオ学習帳』のボイスムービーが配信され、2021年12月27日からキメラプロジェクト公式YouTubeチャンネル内のショート動画として公開された。
2022年8月17日に『キメラプロジェクト：ゼロ』第1話のボイスコミックがキメラプロジェクト公式YouTubeチャンネルにて公開され、2024年3月12日に同作第17話のボイスコミックが双葉社公式コミックチャンネルにて公開された。

## 書誌情報
- 悠木碧／キメラプロジェクト（原作）・ひつじロボ（漫画）『キメラプロジェクト：ゼロ』双葉社〈アクションコミックス〉、全5巻
  1. 2022年9月12日発売[10][11]、ISBN 978-4-575-85753-5
    - ボイスCD付き特装版（同日発売[12]）、ISBN 978-4-575-85754-2

  2. 2023年3月9日発売[13]、ISBN 978-4-575-85811-2
  3. 2023年8月9日発売[14]、ISBN 978-4-575-85868-6
  4. 2024年3月12日発売[15]、ISBN 978-4-575-85941-6
  5. 2025年1月9日発売[16]、ISBN 978-4-575-86048-1